# Maim
Maim är ett svenskt death metal-band, grundat 2006. De har hittills (2017) släppt tre fullängdsalbum och en EP.

## Medlemmar
Nuvarande medlemmar
- Henric Ottosson – trummor
- Christian Sandberg – gitarr

Tidigare medlemmar
- Scott Andersson – gitarr (?–2013)
- Rikard Ottosson – sång, basgitarr

## Diskografi
Studioalbum
- 2009 – From the Womb to the Tomb
- 2011 – Deceased to Exist
- 2017 – Ornaments of Severity

EP
- 2015 – With Dawn Comes Death